# Svarttorp

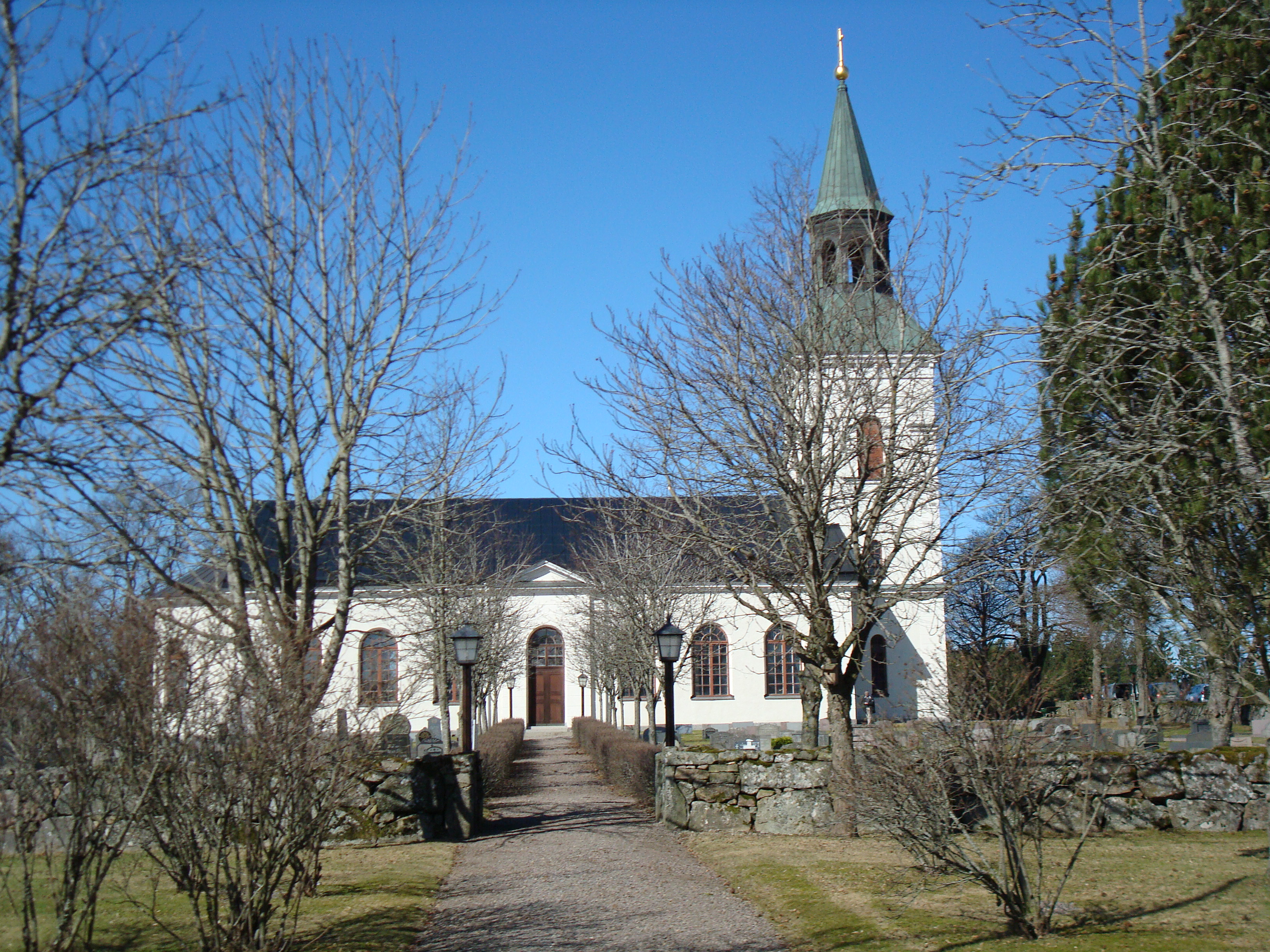
Svarttorps kyrka

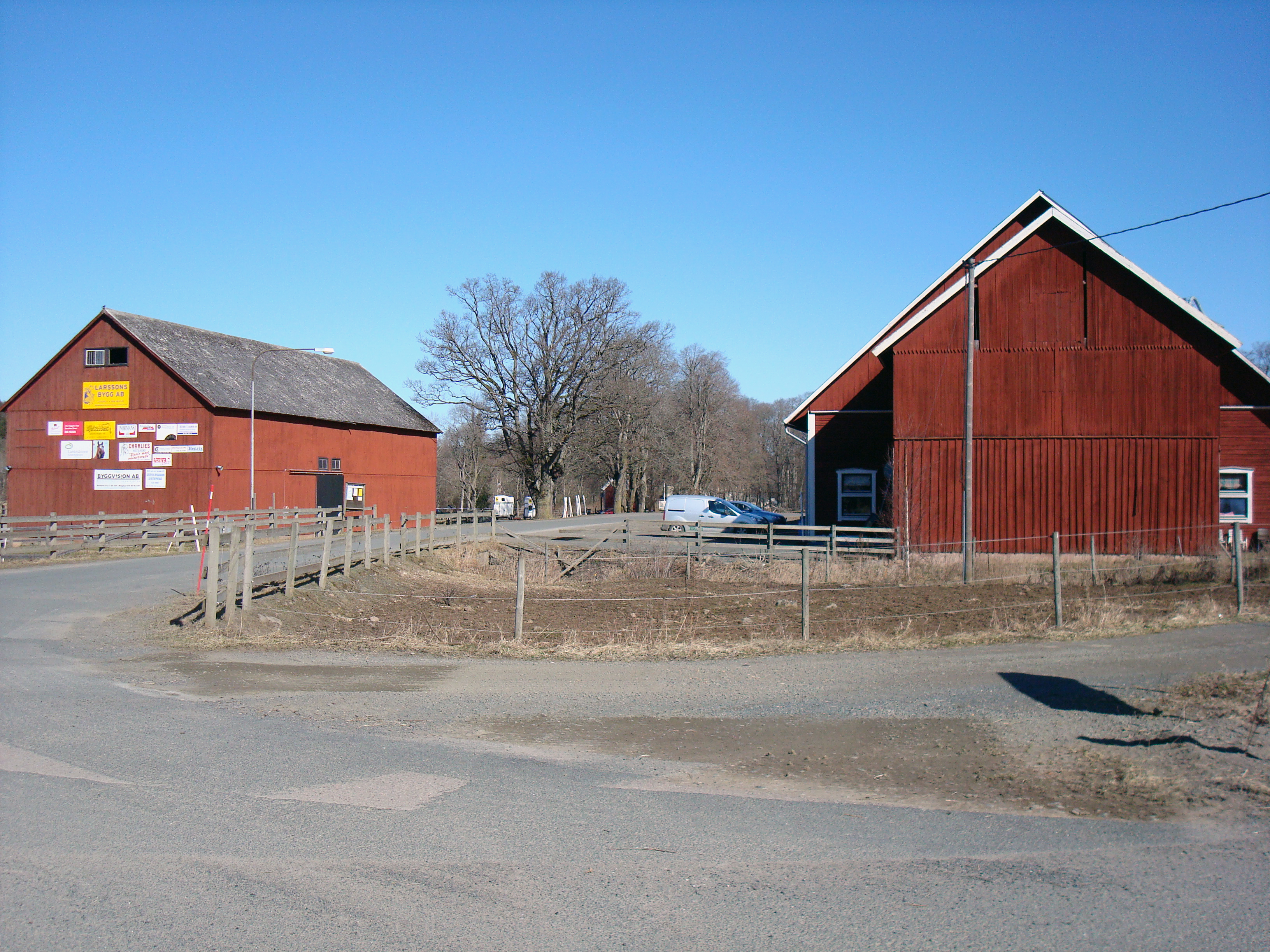
Ridskolan i Ramsjöholm

Svarttorp är en småort i Jönköpings kommun, kyrkby i Svarttorps socken. SCB ändrade sin metod att ta fram småortsstatistik 2015, varvid orten inte längre uppfyllde kraven för att vara en småort, men återfick denna status 2023.

## Samhället
I orten finns Svarttorps kyrka, en fotbollsplan och en tennisplan. Det finns en badplats i sjön Ramsjön. I orten finns ett byalag.
En hembygdsgård finns där. Busslinje 123 går genom orten. Ramsjöholms ridskola ordnar stora hästtävlingar på sommaren.
I Svarttorpasjön finns den gamla kyrkan på botten. När man beslöt sig för att riva den forslade man ut den på isen och lät den sedan sjunka när isen smälte. Den byggdes ca år 1100 och objekt därifrån finns nu på Historiska museet i Stockholm.[källa behövs]

## Personer från orten
Från orten kommer fotomodellerna Emma Wiklund och Mona Johannesson.